# Edmonton (Kentucky)
Pour les articles homonymes, voir Edmonton.
La ville d’Edmonton est le siège du comté de Metcalfe, dans l'État du Kentucky, aux États-Unis. Sa population s’élevait à 1 595 habitants lors du recensement de 2010, estimée à 1 585 habitants en 2016.

## Source
- (en) Cet article est partiellement ou en totalité issu de l’article de Wikipédia en anglais intitulé « Edmonton, Kentucky » (voir la liste des auteurs).